# Jerry Moran
Gerald Wesley Moran (* 19. května 1954, Great Bend, Kansas) je americký právník a politik. Od roku 2011 je republikánským senátorem USA za stát Kansas. V letech 1997–2011 byl poslancem Sněmovny reprezentantů, v níž zastupoval Kansas za první kongresový okres. Předtím v letech 1989–1997 působil v kansaském senátu.